# Gymnasieelevernes Landsorganisation
Gymnasieelevernes Landsorganisation (GLO) var en interesseorganisation, der mellem 1974 og 2005 på et tværpolitisk grundlag organiserede elever på det almene gymnasium samt hf-kursister.

## Historie
GLO blev dannet som følge af den såkaldte indoktrineringsdebat i 1970'erne, hvor Venstre kørte en kampagne mod Danske Gymnasieelevers Sammenslutning (DGS) og Landssammenslutningen af Kursusstuderende. I november 1974 blev GLO grundlagt ved et møde i Nyborg af en gruppe gymnasieelever, særligt medlemmer af Venstres Ungdom. Medstifter og formand gennem de første tre måneder var Anker Nielsen. Endvidere var undervisningsminister Tove Nielsen og Peter Brixtofte, begge valgt for Venstre, engageret i opstarten af organisationen. Politisk var man imod enhedsskolen og målsætningerne om lighed i uddannelsessystemet.
GLOs faste samarbejdsorganisation for skoleelever, Folkeskoleelevernes Landsorganisation (FLO), kom til i 1978 (oprindeligt under navnet De Uafhængige Elever (DUE)).
Gymnasieelevernes Landsorganisation var i mange år indædt modstander af udenomsparlamentariske aktiviteter, men deltog i efteråret 2004 i STOP NU-initiativet sammen med bl.a. DGS. I april 2005 blev GLO nedlagt og gik ind i DGS.
I en række år af 1990'erne samt i de første år af det 21. århundrede arrangerede GLO DM i Trivial Pursuit og enkelte år stod GLO også for at arrangere DM i Gymnasierock. DM i at sende SMS-beskeder blev det også til. Samarbejdspartneren ved nogle af disse tiltag var event-bureauet Det Skandinaviske KampagneBureau.

## Organisation
I modsætning til DGS var gymnasieelevrådene ikke medlem af GLO; organisationen havde kun individuelle medlemmer.
GLO arbejdede med base i Århus, hvor de fra 1989/90 indgik i sekretariatsfællesskab i Mejlgade med FLO og Landssammenslutningen af Moderate Studenter (LMS) kaldet SEKTOR.
Organisationen hentede i en stor del af de 30 år, den eksisterede, en væsentlig eller overvejende del af sine medlemmer fra den borgerlige fløj, men navnlig i perioden først i 1980'erne, hvor også Arbejdsgruppen SØNDERBORG 80 var aktiv i deres arbejde med at forsøge at samle gymnasieeleverne i én organisation igen, så man, at GLO lå mere "til venstre" end ellers i deres historie.
GLO udgav avisen Gymnasie-eleven (1975-1979: GLO-bladet).

## Forsøg på et efterspil?
I november 2006 blev det annonceret, at Venstres Ungdom ville oprette en ny organisation for gymnasieelever kaldet Danmarks Frie Gymnasieelever efter en udtalt utilfredshed blandt en række gymnasieelever mod de mange gymnasieblokader, der fandt sted på den tid og som var støttet af Danske Gymnasieelevers Sammenslutning. Projektet med en ny organisation fik dog aldrig luft under vingerne, og man hørte ikke yderligere til Danmarks Frie Gymnasieelever end den første annoncering herom.

## Formænd for GLO
- 1974 – 1975: Anker Nielsen
- 1975 – 1977: Hannah Kain
- 1977 – 1978: Peter Zinck
- 1978 – 1979: Rasmus Nielsen
- 1979 – 1980: Flemming Højbo Jensen
- 1980 – 1981: Hans Bøving
- 1981 – 1982: Bjørn Wirlander Knudsen
- 1982 – 1983: Mads Arv Lunau Madsen
- 1983 – 1984: Hanne Fischer
- 1984 – 1985: Lars L. Nielsen
- 1985 – 1986: Niels Dybro
- 1986 – 1987: Michael Hansen
- 1987 – 1988: Anette Poulsen
- 1988 – 1989: Andreas Berggreen
- 1989 – 1990: Jesper Beinov
- 1990 – 1992: Annette Folkmann
- 1992 – 1993: Henrik Kirk Jensen
- 1993 – 1995: Anne S. Binderkrantz
- 1995 – 1996: Michael Rasmussen
- 1996 – 1997: Anna Sellmer Sørensen
- 1997 – 1998: Kristine Kyllesbech
- 1998 – 1999: Kirstine Vestergård Nielsen
- 1999 – 2000: Anette Thorup
- 2000 – 2001: Kenni R. Leth
- 2001 – 2002: Krista H. L. Valstorp
- 2002 – 2004: Morten E. G. Jørgensen
- 2004 – 2005: Christoffer Aastrup Ovesen
- 2005 – 2005: Tine Hansen[6]